# Aleksiej Igonin
Aleksiej Andriejewicz Igonin (ros. Алексей Андреевич Игонин, ur. 18 marca 1976 w Leningradzie) – piłkarz rosyjski grający na pozycji defensywnego pomocnika.

## Kariera klubowa
Igonin jest wychowankiem Zenitu Petersburg. W 1995 roku zadebiutował w jego barwach w Pierwszej Dywizji, jednak rozegrał zaledwie dwa mecze w tamtym sezonie. Zenit awansował do Premier Ligi W pierwszym składzie Zenitu Igonin zaczął występować w 1997 roku (8. miejsce Zenitu w lidze). W 1998 roku zajął z nim 5. pozycję w lidze, a w 1999 wywalczył swój pierwszy sukces – zdobył Puchar Rosji. W kolejnych latach nie odnosił z Zenitem większych sukcesów. W 2000 zajął 7. lokatę w tabeli, w 2001 – 3., a w 2002 dopiero 10. W 2003 roku został z Zenitem wicemistrzem Rosji (zespół okazał się gorszy jedynie od CSKA Moskwa). Na początku 2004 roku Igonin przeszedł do ukraińskiego Czornomorca Odessa, ale spędził tam tylko pól roku.
Latem 2004 Aleksiej podpisał kontrakt z Saturnem Ramienskoje. Początkowo był rezerwowym, ale już w drugiej połowie roku 2005 zaczął coraz częściej grywać w wyjściowej jedenastce. W 2006 roku mianowano go kapitanem zespołu. W 2010 roku po bankructwie Saturna odszedł do Anży Machaczkała.
| Sezon   | Klub               | Kraj    | Rozgrywki        | Mecze | Bramki |
| ------- | ------------------ | ------- | ---------------- | ----- | ------ |
| 1995    | Zenit Petersburg   | Rosja   | Pierwyj Diwizion | 2     | 0      |
| 1996    | Zenit Petersburg   | Rosja   | Priemjer-Liga    | 10    | 0      |
| 1997    | Zenit Petersburg   | Rosja   | Priemjer-Liga    | 20    | 1      |
| 1998    | Zenit Petersburg   | Rosja   | Priemjer-Liga    | 28    | 2      |
| 1999    | Zenit Petersburg   | Rosja   | Priemjer-Liga    | 18    | 0      |
| 2000    | Zenit Petersburg   | Rosja   | Priemjer-Liga    | 28    | 3      |
| 2001    | Zenit Petersburg   | Rosja   | Priemjer-Liga    | 22    | 0      |
| 2002    | Zenit Petersburg   | Rosja   | Priemjer-Liga    | 18    | 0      |
| 2003    | Zenit Petersburg   | Rosja   | Priemjer-Liga    | 11    | 0      |
| 2003/04 | Czornomoreć Odessa | Ukraina | Wyszcza Liha     | 12    | 0      |
| 2004    | Saturn Ramienskoje | Rosja   | Priemjer-Liga    | 2     | 0      |
| 2005    | Saturn Ramienskoje | Rosja   | Priemjer-Liga    | 17    | 0      |
| 2006    | Saturn Ramienskoje | Rosja   | Priemjer-Liga    | 28    | 0      |
| 2007    | Saturn Ramienskoje | Rosja   | Priemjer-Liga    | 29    | 0      |
| 2008    | Saturn Ramienskoje | Rosja   | Priemjer-Liga    | 27    | 0      |
| 2009    | Saturn Ramienskoje | Rosja   | Priemjer-Liga    | 18    | 1      |
| 2010    | Saturn Ramienskoje | Rosja   | Priemjer-Liga    | 21    | 0      |
| 2011/12 | Anży Machaczkała   | Rosja   | Priemjer-Liga    | 5     | 0      |

## Kariera reprezentacyjna
W reprezentacji Rosji Igonin zadebiutował 14 października 1998 roku w przegranym 0:1 meczu z Islandią. W tym samym roku zagrał także w towarzyskim spotkaniu z Brazylią (1:5) i były to jego jedyne spotkania w karierze reprezentacyjnej.